# Diplostichum
Diplostichum là một chi rêu trong họ Eustichiaceae.